# Kurchánskaya
Kurchánskaya (del ruso: Курчанская) es una stanitsa del raión de Temriuk del krai de Krasnodar del sur de Rusia. Está situada en la península de Tamán, a orillas del limán Kurchánskoye en el delta del Kubán, 16 km al sudeste de Temriuk y 112 km al oeste de Krasnodar, la capital del krai.  Tenía 6 600 habitantes en 2010
Es cabeza del municipio Kurchanskoye, al que pertenecen asimismo Krasni Oktiabr, Ordinka y Svetli Put Lénina.

## Historia
La localidad fue fundada en 1865 por colonos cosacos del Kubán. A finales del siglo XIX, contaba con 2 348 habitantes. Hasta 1920 formaba parte del otdel de Temriuk del óblast de Kubán. El actual municipio se formó como selsoviet en 1925.

## Economía
Los sectores económicos más importantes son el vinícola (bodega "Kubán") y el cultivo de arroz.